# Nippon Ham
 (juillet 2024).
Si vous disposez d'ouvrages ou d'articles de référence ou si vous connaissez des sites web de qualité traitant du thème abordé ici, merci de compléter l'article en donnant les références utiles à sa vérifiabilité et en les liant à la section « Notes et références ».
Nippon Ham (日本ハム株式会社, Nippon Hamu Kabushiki gaisha) est un conglomérat japonais de l’agroalimentaire basé à Umeda, Kita-ku, Osaka. Il est présent notamment dans la production et la transformation de viande. Il détient les équipes sportives Cerezo Osaka et Hokkaido Nippon Ham Fighters.

## Structure
Il est enregistré à l'indice Nikkei 225.